# Rostysław Krywycz
Rostysław Jurijowycz Krywycz (ukr. Ростислав Юрійович Кривич; ur. 14 grudnia 1978 w Charkowie) – ukraiński koszykarz, występujący na pozycji rzucającego obrońcy lub niskiego skrzydłowego, reprezentant kraju.
Jego brat bliźniak – Ihor był także koszykarzem.

## Osiągnięcia
Stan na 30 kwietnia 2022, na podstawie, o ile nie zaznaczono inaczej.

### Drużynowe
- Wicemistrz Ukrainy (2009)
- Finalista pucharu:
  - Ukrainy (2019)
  - Superligi (2011)
- Uczestnik rozgrywek międzynarodowych EuroChallenge (2009–2011)

### Indywidualne
- Zaliczony do I składu kolejki ligi ukraińskiej (9 – 2011/2012)

### Reprezentacja
- Uczestnik:
  - mistrzostw Europy (2005 – 13. miejsce)[3]
  - Eurobasketu (2007, 2009, 2011)